# Ellipes eisneri
Ellipes eisneri är en insektsart som beskrevs av Mark Deyrup 2005. Ellipes eisneri ingår i släktet Ellipes och familjen Tridactylidae. Inga underarter finns listade i Catalogue of Life.